# آرثر كيني
آرثر كيني (بالإنجليزية: Arthur Kenny)‏ (9 أغسطس 1878 بملبورن في أستراليا - 2 أغسطس 1934) هو لاعب كريكت أسترالي. لعب مع فريق فكتوريا للكريكت.

## وصلات خارجية
- آرثر كيني على موقع إي آس بي آن كريك إنفو (الإنجليزية)